# Almodóvar del Pinar
Almodóvar del Pinar ist ein Dorf und eine Landgemeinde (municipio) mit 397 Einwohnern (Stand: 2024) in der Provinz Cuenca in der Autonomen Gemeinschaft Kastilien-La Mancha in Spanien.

## Lage und Klima
Der Ort Almodóvar del Pinar liegt in der nahezu ebenen Landschaft der Mancha gut 47 km (Fahrtstrecke) südöstlich der Provinzhauptstadt Cuenca in einer Höhe von ca. 950 bis 995 m; die Stadt Albacete ist knapp 100 km in südlicher Richtung entfernt. Das Klima ist gemäßigt bis mild; Regen (ca. 450 mm/Jahr) fällt überwiegend im Winterhalbjahr.

## Bevölkerungsentwicklung
| Jahr      | 1857 | 1900 | 1950 | 2000 | 2021 |
| Einwohner | 660  | 921  | 1031 | 520  | 383  |

Die Mechanisierung der Landwirtschaft und die Aufgabe bäuerlicher Kleinbetriebe („Höfesterben“) haben seit der zweiten Hälfte des 20. Jahrhunderts zur Arbeitslosigkeit und Abwanderung der meisten Einwohner geführt („Landflucht“).

## Wirtschaft
In früheren Zeiten lebten die Einwohner weitgehend als Selbstversorger von der Landwirtschaft (Ackerbau und Viehzucht). Im 18. Jahrhundert war die Kleinstadt bekannt durch die zahlreich dort ansässigen Transportunternehmer (carreteros). Die allgemeine Situation verbesserte sich erst mit dem Bau von Straßen nach Cuenca.

## Geschichte
Auf dem Gemeindegebiet wurden keltiberische Kleinfunde gemacht; römische Spuren fehlen hingegen. Im frühen 8. Jahrhundert kamen die Mauren, die mehr als 450 Jahre blieben und erst gegen Ende des 12. Jahrhunderts von den christlichen Heeren Alfons’ VIII. vertrieben werden konnten (reconquista). Der erste Grundherr (señor) war Don Pedro de Almodóvar, der seinem Dienstherren, König Jaime I. von Aragón, bei der Eroberung von Valencia unterstützte. Im Jahr 1452 übergab Juan II. von Kastilien den Ort an Rodrigo Manrique de Lara, einen Ritter des Santiagoordens, der 22 Jahre später – wenige Jahre vor dessen Eingliederung in die spanische Krone – die Großmeisterwürde erlangte.

## Sehenswürdigkeiten

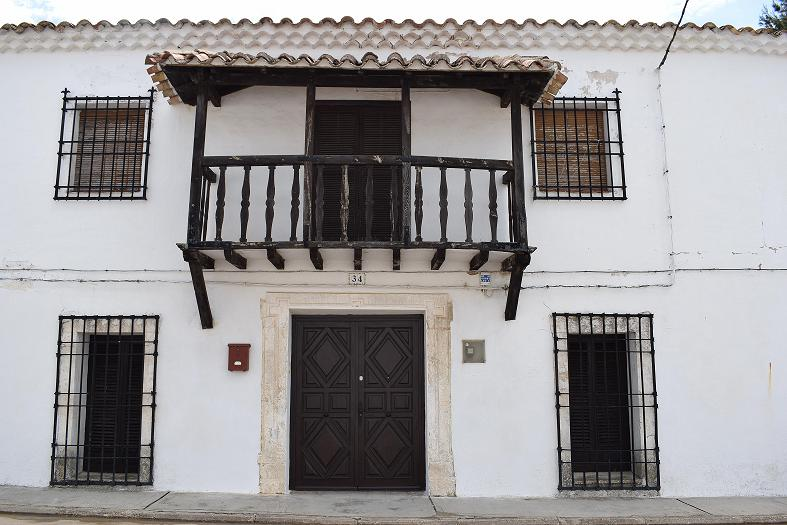
Almodóvar del Pinar – Casa tipica

- Die im 16. Jahrhundert entstandene Iglesia de Nuestra Señora de la Asunción ist der Himmelfahrt Mariens geweiht. Die einschiffige Kirche verfügt über ein Querhaus; der Vierungsbereich wurde im 18. Jahrhundert neugestaltet und durch einen oktogonalen belichteten Tambour erhöht.
- Die im 18. Jahrhundert errichtete Ermita de San Vicente Ferrer ist dem hl. Vinzenz Ferrer geweiht. Sie besitzt ein barockes Portal.
- Weitere Kapellen (ermitas) und Brunnen (fuentes) bereichern das Ortsbild.
- Ein städtisches Lagerhaus (pósito) diente der Lagerung und gegebenenfalls auch der Verteilung von Getreide und anderen haltbaren Lebensmitteln an die Armen.

Umgebung
- Reste einer ursprünglich maurischen, aber in christlicher Zeit umgebauten Festung befinden sich auf dem 994 m hohen Cerro de los Cubos.[4]